# 나가사키 원폭 자료관

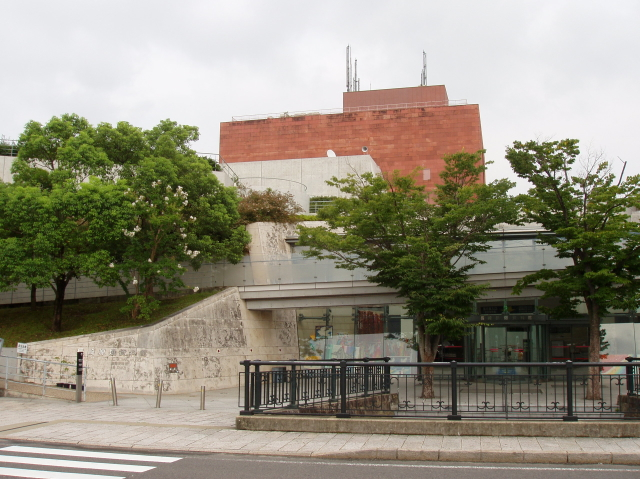
나가사키 원폭 자료관

나가사키 원폭 자료관(일본어: 長崎原爆資料館 나가사키 겐바쿠 시료칸[*])은 나가사키 원폭에 관한 자료를 다룬 나가사키 시립 자료관이다. 나가사키현 나가사키시에 있다.